# لادردیل لیکس (ویسکانسین)
لادردیل لیکس (به انگلیسی: Lauderdale Lakes) یک منطقهٔ مسکونی در ایالات متحده آمریکا است که در شهرستان والورس، ویسکانسین واقع شده‌است. لادردیل لیکس ۱٬۱۷۲ نفر جمعیت دارد و ۲۷۰٫۹۷ متر بالاتر از سطح دریا واقع شده‌است.